# Erateina medama
Erateina medama är en fjärilsart som beskrevs av Druce 1892. Erateina medama ingår i släktet Erateina och familjen mätare. Inga underarter finns listade i Catalogue of Life.